# ISO 3166-2:VI
Kódy ISO 3166-2 pro Americké Panenské ostrovy neidentifikují žádné regiony (stav v roce 2015).